# Roman Griffin Davis
Roman Griffin Davis, född 5 mars 2007 i London, är en brittisk skådespelare. Han är mest känd för sin titelroll i filmen Jojo Rabbit från 2019, för vilken han senare blev nominerad till en Golden Globe (i kategorin bästa manliga huvudroll inom musikal eller komedi).

## Bakgrund och karriär
Roman Griffin Davis föddes den 5 mars 2007 i London. Han är son till filmfotografen Ben Davis och författarregissören Camille Griffin. Han bor tillsammans med sina föräldrar och sina två bröder, tvillingarna Gilby och Hardy, i East Sussex, där han fram till år 2020 även gick i skolan. Davis gjorde sin skådespelardebut i den satiriska svarta komedifilmen Jojo Rabbit från 2019, som regisserades av Taika Waititi. Även hans två tidigare nämnda tvillingbröder medverkade i denna film, då i rollen som två Hitlerjugendkloner. Davis nominerades sedan till en del olika priser för sin insats i Jojo Rabbit, och vann strax därefter en Critics' Choice Movie Award för bästa unga skådespelare och en Washington D.C. Area Film Critics Association Award för bästa genombrottsframträdande. Han spelade sedan i slutet av år 2021 en av huvudrollerna i komedifilmen Silent Night, som regisserades av modern Camille Griffin.

## Filmografi (i urval)
- 2019 – Jojo Rabbit
- 2021 – Silent Night
- 2025 – The Long Walk
- 2026 – Greenland: Migration